# Karol Henryk Leubnitz
Karol Henryk Leubnitz (Leibnitz, Leimnitz, Lemwic, Leytmicz) herbu własnego (zm. po 28 października 1719 roku) – łowczy nadworny litewski w 1698 roku.